# 멧테니우사속
멧테니우사속(Metteniusa)은 속씨식물 속의 하나이다. 속명은 독일 식물학자 메테니우스(Georg Heinrich Mettenius)를 기리기 위해, 1860년 헤르만 카스텐(Hermann Karsten)이 명명했다. 7종으로 이루어져 있다. 모식종은 Metteniusa edulis이다. 학자들이 2007년 분자생물학적 분석을 통해 멧테니우사속이 꿀풀군의 가장 밑의 기초 분류군을 형성한다는 사실은 발견했지만, 어떤 다른 꿀풀군 과들과의 관계는 분명치 않았으며, 이 때문에 꿀풀군의 그 어떤 식물 목으로도 분류하지 못했다. 멧테니우사과(Metteniusaceae)는 인정하고 있다. 일부 분류학자들은 멧테니우사과 이름은 쉬니첼(Adalbert Schnizlein)이 제안하고 헤르만 카스텐(Hermann Karsten)이 1860년에 공식 명명한 것으로 보고 있다. 2016년 발표된 APG IV 분류 체계에서 멧테니우사목(Metteniusales)에 속하는 유일한 과 멧테니우사과로 분류했다.

## 하위 종
| - M. cogolloi - M. cundinamarcensis - M. edulis - M. huilensis | - M. nucifera - M. santanderensis - M. tessmanniana |